# Violetta Quesada
Violetta Quesada (Cuba, 11 de julio de 1947-Tampa, 24 de marzo de 2024) fue una atleta cubana, especializada en la prueba de 4 x 100 m en la que llegó a ser subcampeona olímpica en 1968.

## Carrera deportiva
En los JJ. OO. de México 1968 ganó la medalla de plata en los relevos 4 x 100 metros, con un tiempo de 43.36 segundos, llegando a meta tras Estados Unidos que con 42.88 s batió el récord del mundo, y por delante de la Unión Soviética, siendo sus compañeras de equipo: Miguelina Cobián, Marlene Elejarde y Fulgencia Romay.